# Новониколаевская операция
Новониколаевская операция — наступательная операция 3-й и 5-й армий Восточного фронта РККА против Восточного фронта Русской армии проходившая в ноябре — декабре 1919 года.

## Ход операции
Основные силы Русской армии (2-я и 3-я армии) к концу ноября, когда завершилась Омская операция, были отведены к Оби. В начале ноября 1-я армия была отведена на переформирование в среднюю Сибирь. Белые части располагались следующим образом: штаб 1-й Сибирской стрелковой дивизии (генерал Мальчевский), 1-й Ново-Николаевский Сибирский стрелковый полк и 2-й Барабинский Сибирский стрелковый полк — в Ново-Николаевске, 4-й Енисейский Сибирский стрелковый полк и штаб 1-го Средне-Сибирского корпуса (генерал Зиневич) — в Красноярске, 3-й Барнаульский Сибирский стрелковый полк (полковник Камбалин) — в Барнауле. Штаб 1-й Сибирской армии (генерал Пепеляев) и 2-й Сибирской стрелковой дивизии (5-й Томский Сибирский стрелковый, 6-й Мариинский, 7-й Кузнецкий и 8-й Бийский Сибирский стрелковый полк) полностью — в Томске. Основные белые войска отходили по Транссибирской магистрали, прикрывая движение многих сотен эшелонов с военным имуществом, семьями, промышленным оборудованием и т. д. Под влиянием предыдущих поражений боевой дух белых армий был сильно подорван, в частях возникли признаки разложения, в руководстве обострились противоречия и борьба за власть. Негативную роль играли и части Чехословацкого корпуса, объявившие фактический нейтралитет, полностью взявшие под контроль железную дорогу и не пропускавшую колчаковские эшелоны, пока на восток не пройдут все многочисленные чехословацкие эшелоны с награбленным ими добром. И, наконец, с конца ноября в отходящей армии огромный масштаб приобрела эпидемия тифа.
Наступление красных на Ново-Николаевск началось 20 ноября силами 3-й и 5-й армий. 5-я Красная армия наступала вдоль Транссиба, а 3-я Армия — вдоль Сибирского тракта, и, через 6 дней, преодолев 120—160 км, красные заняли станцию Татарская. 26 ноября 3-я армия была выведена в резерв (за исключением 20-й и 51-й стрелковых дивизий, влившихся в 5-ю армию).
После этого красные начали наступление по нескольким направлениям — на Ново-Николаевск, Колывань, Барнаул и Семипалатинск. В этих районах действовали большие силы красных партизан, активно содействующих с наступавшими частями, что облегчало для красных ведение наступления. Активно применялась тактика «ездящей пехоты»: передовые отряды сажались на подводы и высылались далеко впереди основных сил. Попытки белых остановить продвижение красных сильными аръергардами легко парализовались такими отрядами, которые обходили их с флангов и заходили в тыл.
3 декабря красные заняли Семипалатинск, затем, преодолев контратаки белых, форсировали Обь. Южная армия белых была окончательно отрезана от главных сил колчаковских войск.
7 декабря 1919 года в Ново-Николаевске, под влиянием эсеров, произошло восстание 2-го Барабинского полка, подавленное находившейся в городе 5-й дивизией польских стрелков под командованием Казимира Румши. Часть барабинцев была расстреляна во главе с полковником Ивакиным, другая — загнана в казармы и тюрьму.
11 декабря красные, совместно с партизанами, взяли Барнаул, 14 декабря — Ново-Николаевск и Колывань, 16 декабря — станцию Черепаново.
За поражения на фронте 12 декабря Колчак сместил с командования генерала Сахарова, заменив его Каппелем.
Наступление на семипалатинском направлении происходило в ещё более благоприятных условиях ввиду сильного разложения белой Южной армии. Там сдача в плен и переход с оружием на сторону красных целыми гарнизонами и подразделениями стали обычным явлением. Только небольшая часть наиболее сколоченных войск прорвалась в Семиречье к атаману Анненкову.

## Результаты операции
Благодаря успешно проведённой операции войска РККА захватили значительные трофеи (в том числе вывезенное с Урала заводское оборудование), заняли важные промышленные и сельскохозяйственные районы Сибири и получили возможность дальнейшего наступления против войск Колчака.
В ходе операции продвижение красных войск составило около 600 километров. Потери белых войск были огромны: только в полосе Транссиба от Чулымской до Новосибирска были захвачены более 21 000 пленных (в том числе не менее 1 000 офицеров), 5 бронепоездов, более 100 орудий, свыше 300 паровозов и около 20 000 вагонов с боеприпасами, обмундированием, военным имуществом.
После взятия Ново-Николаевска сопротивление белых вдоль Транссиба было практически парализовано. В результате эсеровской агитации и общей картины поражения колчаковской армии белые гарнизоны поднимали мятежи и переходили на сторону красных. Агитированные солдаты в Красноярске не пустили через город отступающие отряды В. Каппеля, В. Молчанова и С. Войцеховского, которым пришлось лесами и снегами идти к Иркутску. Через 10 дней после захвата Ново-Николаевска белогвардейцы сдали красным важнейшие административные центры: Томск (без боя), Кузнецк, Мариинск и Красноярск. Для 5-й армии РККА был открыт оперативный простор наступления на байкальские города Иркутск и Верхнеудинск.